# Conte Candoli
Conte Candoli (Mishawaka, 1927. július 12. – Mishawaka, 2001. december 14.) amerikai dzsessztrombitás. Secondo „Conte” Candoli, amerikai dzsessztrombitás a nyugati parton élt. Játszott Woody Herman, Stan Kenton, Benny Goodman és Dizzy Gillespie zenekaraiban, és a Doc Severinsen NBC Orchestra-jában a The Tonight Show-ban. Játszott Gerry Mulligannel és Frank Sinatra tévéműsoraiban. Felvett lemezeket Charlie Parker tiszteletére összeállt combo-val.
Conte Pete Candoli trombitás öccse volt.

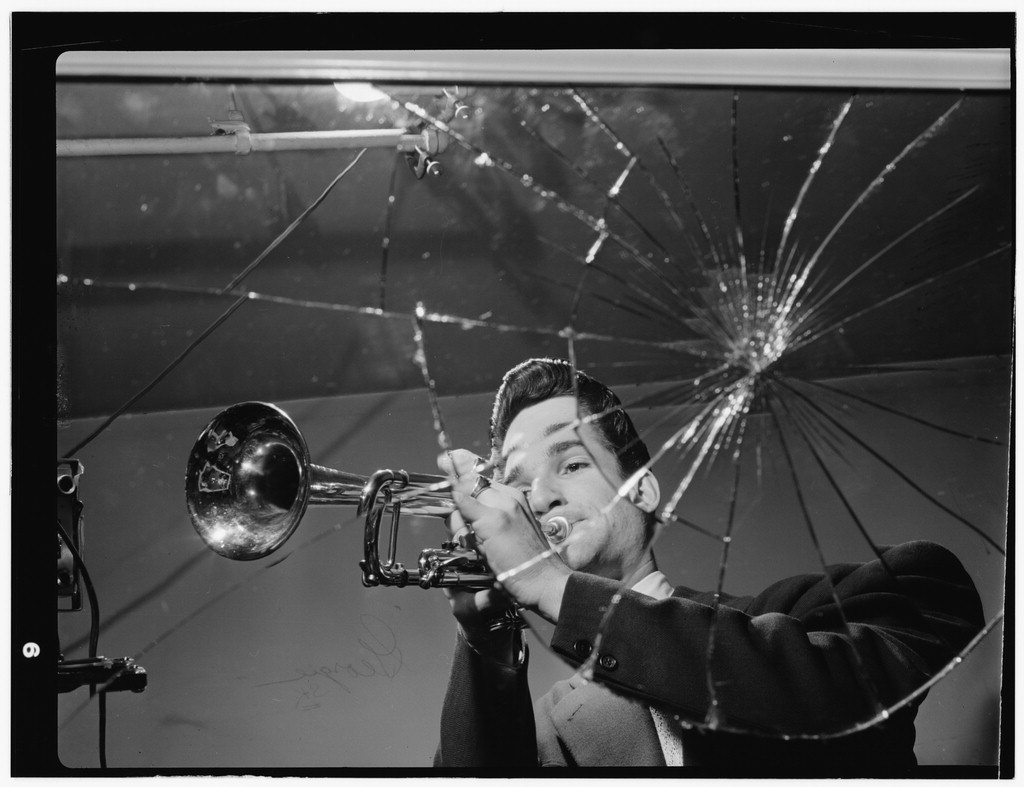
William P. Gottlieb fotója

## Pályafutása
Conte Candoli az indianai Mishawakaban született. 1943 nyarán, miközben a Mishawaka High Schoolban járt, Secondo "Conte" Candoli ár Woody Herman  együttesében trombitált.
Az 1945-ben kapott diplomát és ekkor főállásban csatlakozott a zenekarhoz testvérével, Pete-tel ült be a trombitaszekcióba. A következő tíz évben Woody Hermannel, Stan Kentonnal, Benny Goodmannel és Dizzy Gillespie-vel is dolgozott.
1954-ben, miután elhagyta Stan Kentont, Candoli saját együttest hozott létre (tagok: Chubby Jackson, Frank Rosolino és Lou Levy). Hamarosan Los Angelesbe költözött, hogy csatlakozzon a Lighthouse All Starshoz Shorty Rogersszel, Bud Shankkal és Bob Cooperrel. Négy évig játszott velük.
Candoli hosszú kapcsolata a The Tonight Show-val 1967-ben kezdődött. A zenekar trombitaszekciójának állandó szereplőjévé vált. 1986-ban Kansasban volt Jerome Richardsonnal, Barney Kessel-lel és Monty Alexanderrel az 1986-os Wichita Jazz Fesztiválon.
Időnként turnézott Doc Severinsennel.
Candoli szereplései fellépési és lemezfelvételi lehetőséget jelentett olyanoknak, mint Gerry Mulligan, Shelly Manne, Terry Gibbs, Teddy Edwards, Bing Crosby, Sammy Davis Jr. és Sarah Vaughan. Számos mozifilmben szerepelt különböző zenekarokkal, és dolgozott Frank Sinatra összes tévéműsorában.

## Diszkográfia
- Best from the West, Volume 1 & 2 (1954)
- Sincerely, &ti (1954)
- Westcoasting With &te Candoli Stan Levey (1954)
- Modern Sound From The West (1954-56 )
- Groovin' High : &te Candoli, Vol. 2 (1955)
- The Five (1955 )
- West Coast Wailers (1955 )
- Powerhouse Trumpet (1955)
- Rhythm Plus One (1956 )
- &te Candoli Quartet (1957 )
- Double or Nothin' (1957, Fresh Sound Records: & Lee Morgan)
- Jazz Structures (1957-'60 )
- Mucho Color (1957, VSOP Records: & Art Pepper)
- The Brothers Candoli : Sextet Two for the Money (1959) & Pete Candoli)
- Little Band, Big Jazz (1960)
- &versation (1974 : & Frank Rosolino)
- Just Friends (1975, MPS Records: & Frank Rosolino)
- &versation (1976, MPS Records: & Frank Rosolino)
- Candoli Brothers : Echo (1982) & Pete Candoli)
- Old Acquaintance (1985) & Phil Woods)
- Sweet Simon (1992)
- The Complete Phoenix Recordings, Vol. 1 to 6 (1993) & Carl Fontana)
- Meets the Joe Haider Trio (1994)
- Portrait of a Count (1996)
- Live at Capozzoli's (1999) &: Med Flory)
- &te-nuity (1999, Fresh Sound Records)
- Two Brothers (1999,) & Pete Candoli)
- Candoli Live at Birdland Neuburg Vol. 2 (2000)

## Díjak
- 1997: International Jazz Hall of Fame